# Homophon (Label)

Harald Paulsen: Homocord-Aufnahme von „Die Moritat von Mackie Messer“ aus: Die Dreigroschenoper

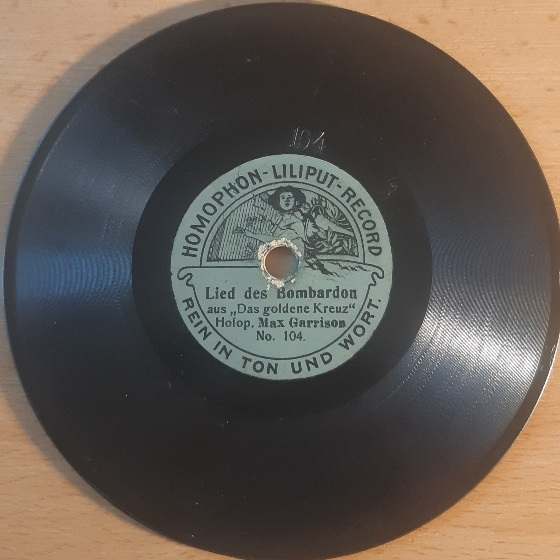
Homophon Liliput Record mit 12,5 cm Durchmesser (Berlin 1905)

Homophon (später Homokord bzw. Homocord) war ein deutsches Plattenlabel, das von 1904 bis 1932 bestand.

## Geschichte des Labels

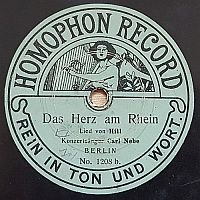
Etikett einer frühen Homophon

Das Plattenlabel Homocord wurde 1904 unter der Bezeichnung Homophon von Hermann Eisner in Berlin gegründet und blieb unter diesem Namen bis 1908 aktiv.
Eisner blieb bis zum 30. September 1918 Geschäftsführer der Homophon Company.
Schließlich unterlag die Firma Homophon in einem von der Firma Zonophon 1907 angestrengten Patentstreit am Königlichen Landgericht Berlin und wechselte im August 1911 zu dem Namen Homokord. Allerdings wurde nur der Labelname geändert; die Firma hieß weiterhin Homophon. Für den britischen Markt lautete der Name Homochord. Um 1924 änderte man auch in Deutschland den Namen zu Homocord. Der Geschäftssitz befand sich in den 1920er-Jahren in der Berliner Alexandrinenstraße 108.
Ab März 1926 nahm Homocord im elektrischen Verfahren auf, mit der Zusatzbezeichnung Electro. 1925 übernahm einen Teil der englischen Homocord (eigentlich Homochord) die britische Columbia. Durch diese Übernahme hatte die deutsche Firma Homocord Zugang zu Patenten der englischen Columbia. 1932 wurde das Unternehmen von der Carl Lindström AG übernommen und die Marke eingestellt.
Auf dem Homocord-Label erschien Ragtime („Nur nicht nervös“ =Don't Get Nervous, Homokord 564) und Pseudo-Jazz (Tiger Rag mit Frank Groundsells Original Excentric Band), Schlager und Gassenhauer, wie von Luigi Bernauer („Nimm diesen Strauß Vergißmeinicht“, 4-3108, „Die Nacht ist Dein, Jonny!“ oder „Mein Papagei frißt keine harten Eier“, 4-2640), Erich Einegg, Alice Hechy („Schlager-Salat“), Max Kuttner („Ich hab das Fräul’n Helen baden sehn“, B.1852), Karl Hajos („Lo, holde Lo“) oder von Engelbert Milde („Madonna, du bist schöner als der Sonnenschein“), Claire Waldoff („An de Panke, an de Wuhle, an de Spree“ von Hans May), ferner Musik aus Filmen wie das „Fliegerlied“ aus dem Kriegsfilm Wings (1927), „Schöne Frau im Mond“ (gesungen von Luigi Bernauer, 4-3370) aus Frau im Mond, „Was dein Blick verspricht“ (aus Der große Gabbo, 1928) oder das „Apachenlied (Kittchen-Song)“ von Berthe Ostyn/Luigi Bernauer aus dem Tonfilm Holzapfel weiß alles (H 4347-I) von 1932 bzw. Operetten (z. B. ein „Potpourri aus Der Mikado“ (auf 4-2397 gespielt vom Orchester des Großen Schauspielhauses unter Leitung von Ernst Römer).
Homocord veröffentlichte auch Operetten- und Liedgesang von Marianne Alfermann (Franz Lehárs „Niemand liebt dich so wie ich“, 4-8839), Gitta Alpár („Wollt ihr mich nur lieben“, aus: Madama Butterfly, 4-9035), Irene Ambrus, Vera Schwarz („Indian Love Call“), Ernst Tautenhayn („Der schönste Mann von Wien“, 4-3633-I), des Nebe-Quartetts oder des Duos Hans Heinz Bollmann & Manfred Lewandowsky („Pêcheurs de Perles“) und dem Abel-Quartett, Unterhaltungsmusik u. a. von Barnabás von Géczy, Tanzmusik und Jazz von Felix Lehmann (alias Fred Bird Rhythmicans), Lud Gluskin („Crazy Rhythm“ #5089), Ben Selvin („Original Amerikanische Jazz-Band“), den Two Jazzers, Julian Fuhs,  der Original Memphis Five, Gabriel Formiggini, Reinhard Wenskat, Jenő Fesca/Arpád Varosz (beides Pseudonyme von Willy Metschke) und Teddy Kline.

Homocord-78er von Gerhard Ebeler - Woröm es et am Rhing su schön

Des Weiteren im Katalog des Labels waren Rhein- und Weinlieder der Zeit von Franz Baumann („Ich hab mich am Rhein in ein Mädel verliebt“, 4-2570) oder „Du blonde Lindenwirtin vom Rhein“ (von Michael Krasznay-Krausz, 4-3732), Humoristisches und Mundartliches von August Batzem, Trude Berliner („Ein Mädel von der Reeperbahn“, 4-3925),  Gerhard Ebeler, Hans Reimann, Rudolf Mälzer („Ja die Leute haben heute keine Zeit“, 4-2762), Paul Preil („Komm, mein Schatz, wir trinken ein Likörchen“), Charly Wittong („Jede Putt find't sien Deckel“, B.23) und vom Duo Conrad Hub und Heinrich Hub jr. („Des Mordche und der Konnerad beim Aeppelwein“, 4-2787), Kabarettistisches von Gustav Schönwald, Margarete Wiedeke („Berliner Sechstagerennen“) oder Couplets von Ludwig Manfred Lommel („Und mein früherer Beruf“, 4-3128).
Die erste Schallplattenaufnahme des Songs Die Moritat von Mackie Messer stammte von Harald Paulsen (Homocord 4-3747) vom September 1928. Der Kabarettist Charlie Roellinghoff als Der letzte Kinoerklärer spielte den Sketch Mr. Nobody - Ein Abend im Vorstadtkino (4-3256).
Außerdem erschien auf Homocord Klassische Musik etwa von Walter Gieseking, Bronislaw Mittmann, auch sephardische Musik von Albert Pincas und Arbeiterlieder von Ernst Busch („Lied der Bergarbeiter“) und eine Märchenreihe (Funkheinzelmann-Märchen) vom damaligen Leiter des Norddeutschen Rundfunks, Hans Bodenstedt. Eine Reihe von Aufnahmen wurde mit dem (anonymen) Homocord Orchester (auch Homocord Jazz-Orkester oder Homocord Populär Orchester) eingespielt, u. a. von Felix Lehmann („Amalie geht mit 'nem Gummikavalier“, 4-2370). Eine weitere Reihe war Homophon Liliput (im Format 12 3/4cm) bzw. Homocord Liliput (15 cm), auf der ab 1905 Kindermusik erschien.
1929 spielten Liesl Karlstadt und Karl Valentin als Clowns in einem Reklamefilm für das Label. Ab 1931 publizierten Homocord-Electro Tondokumente Valentins.

## Hörproben
- Stalder und Herrmann: Wanderer's Heimweh (Walzer). Aufnahmedatum: 8. November 1913, Erstveröffentlichung: 1914
- Stalder und Herrmann: Junges Blut (Ländler). Aufnahmedatum: 8. November 1913, Erstveröffentlichung: 1914
- Jenö Fescay Salon-Orchester: Johann Strauss (Sohn): Geschichten aus dem Wiener Wald (1927)
- Jenö Fescay Salon-Orchester: Johann Strauss (Sohn): An der schönen blauen Donau (1927)
- Nebe-Quartett mit Mustel-Harmonium: Carl Stabernack: Näher, mein Gott, zu Dir (Nearer, My God, to Thee) von Lowell Mason (1792–1872)/Sarah Flower Adams (1805–1848). Aufnahme vom 29. November 1923